# Torrevieja
Torrevieja (Valenciaans: Torrevella, betekent de oude toren) is een badplaats gelegen aan de Middellandse Zee, 41 km ten zuiden van Alicante in Spanje. De gemeente is 71 km² groot, bezit ongeveer 20 km kust en telt 84.213 inwoners (1 januari 2016). Het toerisme is de voornaamste bron van inkomsten, want in de zomer kan de totale bevolking oplopen tot 200.000 mensen. Vroeger was echter de zoutwinning uit zoutmeren, de Salinas van Torrevieja en La Mata, de belangrijkste activiteit. De zoutwinning is nog steeds van een behoorlijke omvang.

## Klimaat

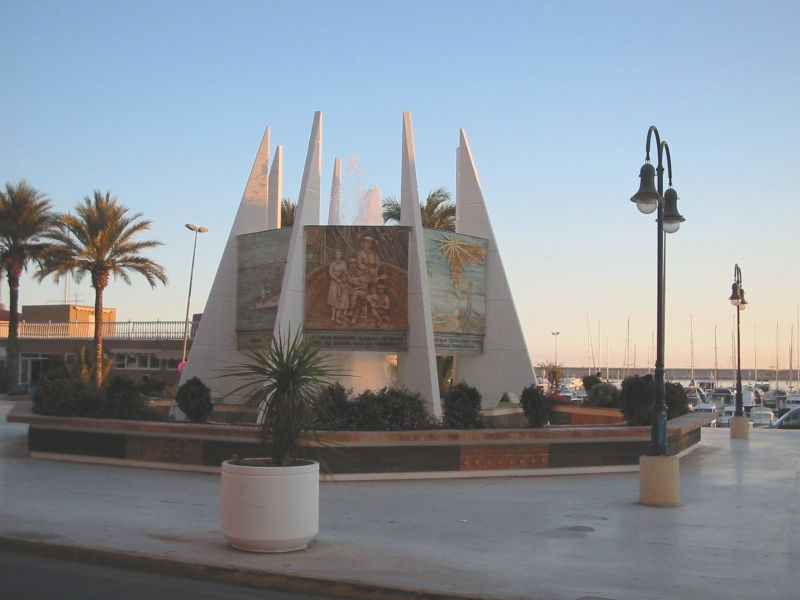
Monumento al Coralista (Habaneras)

| Maand                              | jan | feb | mrt | apr | mei | jun | jul | aug | sep | okt | nov | dec | Jaar  |
| ---------------------------------- | --- | --- | --- | --- | --- | --- | --- | --- | --- | --- | --- | --- | ----- |
| Gemiddeld maximum (°C)             | 16  | 15  | 17  | 19  | 22  | 26  | 28  | 29  | 27  | 24  | 19  | 16  | 21,5  |
| Gemiddeld minimum (°C)             | 11  | 10  | 12  | 14  | 17  | 21  | 24  | 24  | 22  | 19  | 15  | 12  | 16,75 |
|                                    |     |     |     |     |     |     |     |     |     |     |     |     |       |
| Neerslag (mm)                      | 13  | 8   | 23  | 10  | 5   | 3   | 2   | 3   | 17  | 16  | 24  | 15  | 139   |
| Bron: Weer in Torrevieja (maanden) |     |     |     |     |     |     |     |     |     |     |     |     |       |

## Demografische ontwikkeling

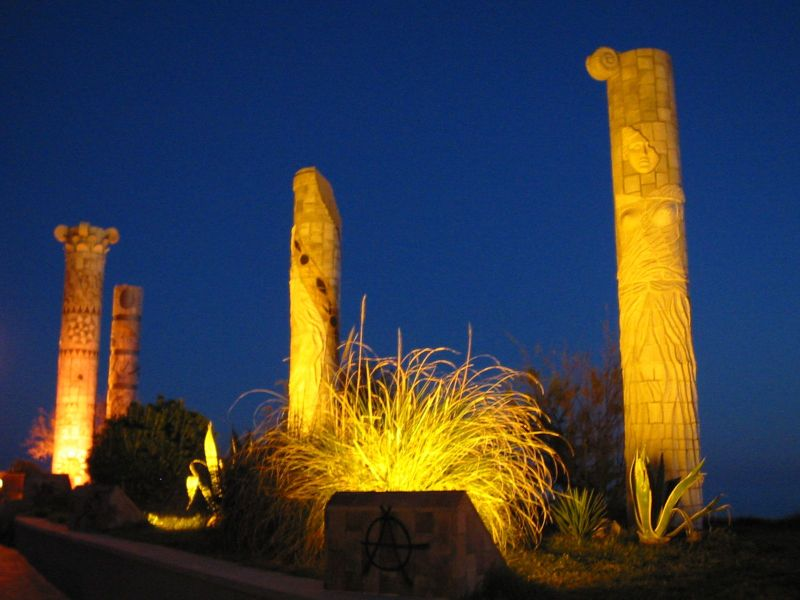
Monumento a las Culturas del Mediterráneo

Bron: INE; 1857-2011: volkstellingen

## Bezienswaardigheden
- De zoutmeren (las salinas)

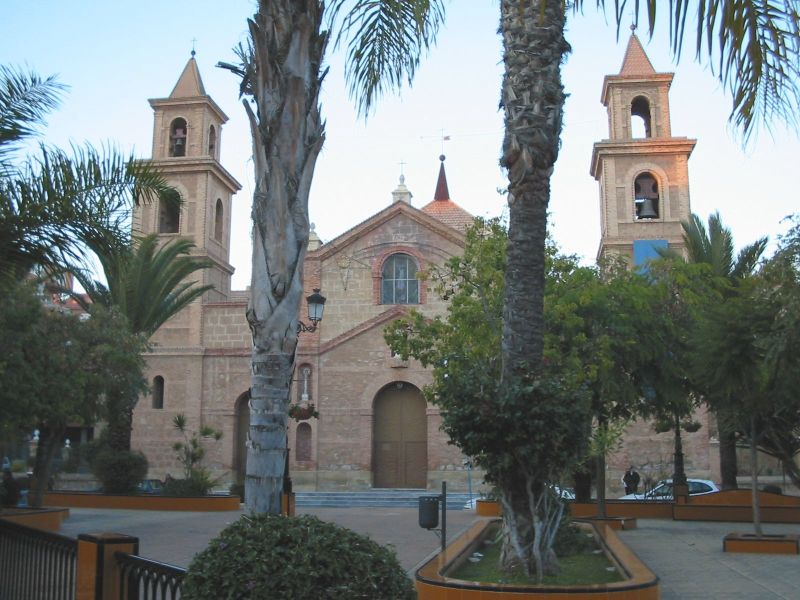
Iglesia Arciprestal de la Inmaculada Concepción

- De kerk van de onbevlekte ontvangenis : Iglesia Arciprestal de la Inmaculada Concepción
- De Moor toren (Torre del Moro)
- De Mata toren (Torre de la Mata)
- Monument voor de Coralista (Monumento al Coralista)
- Het zee en zout museum (Museo del Mar y la Sal)
- Museum Ricardo Lafuente
- Museum Thomas Valcárecel over de Goede Week (Museo de la Semana Santa Tomas Valcárcel)

## De stranden
Torrevieja bezit 20 km kust waarvan vele zandstranden (playa) en kreken (cala). Van zuid naar noord:
- Playa de los Náufragos
- Playa del Acequión
- Playa del Cura
- Cala del Palangre
- Playa de los Locos
- Cala Comuda
- Cala de los Trabajos
- Cala del Gambote
- Cala Redonda
- Cala de la Higuera
- Cala de la Zorra
- Cala del Mojón
- Playa de la Mata

## Sport
In 2019 startte de wielerkoers Ronde van Spanje in Torrevieja. De uit Kazachstan afkomstige ploeg Astana won er de ploegentijdrit.